# Oktoberfest Zinzinnati
L'Oktoberfest Zinzinnati è un festival annuale che si svolge a Cincinnati, nell'Ohio, ed e considerata la più grande manifestazione sul modello dell'Oktoberfest negli Stati Uniti.

## Storia
Dal 1976, anno della sua prima edizione, la manifestazione ha richiamato un numero sempre crescente di persone ed ha registrato oltre 500 000 visitatori nel 2002.
A partire dal 2016 l'Oktoberfest si tiene in Third Street.
- A Covington, Kentucky, dall'altra parte del fiume Ohio, si tiene ogni anno un'altra famosa manifestazione sul modello dell'Oktoberfest.